# Col de Fontaube
Le col de Fontaube est un col entre Vaucluse et Drôme, permettant de franchir le massif des Baronnies par les routes D 41 et D72 reliant Plaisians à Brantes.

## Cyclisme
Le col de Fontaube est au programme du Mont Ventoux Dénivelé Challenges 2020.